# Urgamal, Zavkhan
Urgamal (tiếng Mông Cổ: Ургамал) là một sum của tỉnh Zavkhan ở miền tây Mông Cổ. Vào năm 2005, dân số của sum là 1.822 người.

## Địa lý
Sum có diện tích khoảng 3.500 km2. Trung tâm sum, Khungii, nằm cách tỉnh lỵ Uliastai 236 km và thủ đô Ulaanbaatar 1.220 km.

### Khí hậu
Urgamal có khí hậu bán khô hạn. Nhiệt độ trung bình hàng năm ở khu vực này là 3 °C. Tháng ấm nhất là tháng 7, khi nhiệt độ trung bình là 26 °C và lạnh nhất là tháng 1, với -26 °C. Lượng mưa trung bình hàng năm là 126 mm. Tháng ẩm ướt nhất là tháng 6, với lượng mưa trung bình là 31 mm, và khô nhất là tháng 1, với 1 mm.

## Kinh tế
Sum có một trường học, bệnh viện và khu dịch vụ.